# ويليام إف. برونر
ويليام إف. برونر هو سياسي أمريكي، ولد في 15 سبتمبر 1887 في Woodhaven, Queens ‏ في الولايات المتحدة، وتوفي في 23 أبريل 1965 في فار روكواي ‏ في الولايات المتحدة. نشط حزبياً في الحزب الديمقراطي. وقد انتخب عضو جمعية ولاية نيويورك ‏ وانتخب عضو مجلس النواب الأمريكي ‏.